# Жорж Сіменон
Жорж Жозеф Крістіан Сімено́н (фр. Georges Joseph Christian Simenon, 13 лютого 1903, Льєж, Бельгія— 4 вересня 1989, Лозанна, Швейцарія) — франкомовний письменник бельгійського походження, один з найвідоміших представників детективного жанру в літературі. Прославився завдяки серії детективів про поліцейського комісара Меґре.

## Біографія
Народився в 1903 році в Льєжі в сім'ї скромного службовця маленької страхової компанії.
У 1922 році він отримав французьке громадянство.
Початок найзнаменитішої серії своїх творів про комісара Мегре Сіменон поклав у 1929 році, ставши підписувати твори своїм справжнім ім'ям — Жорж Сіменон. Всього вийшло 103 твори, де діє легендарний комісар Кримінальної поліції.
У 1945 році Сіменон виїхав у США, де він прожив 10 років і створив низку соціальних романів про життя в Америці. В 1951 році письменник був обраний членом Бельгійської Академії наук. У 1955 році Сіменон повернувся до Європи і поселився в Швейцарії.
За своє довге творче життя Жорж Сименон написав близько 300 романів, які перекладені на 55 мов, а їх наклад перевищує 600 мільйонів. Жорж Сіменон — член двох академій, почесний член декількох університетів, лауреат десятків міжнародних премій.
Сіменон помер 4 вересня 1989 року.
Влада Льєжа ухвалила рішення створити в цьому місті на сході Бельгії постійно діючий музей французького письменника Жоржа Сіменона.

## Комісар Меґре
1929 року народився перший роман Сіменона за участю комісара Меґре, героя, який зробив Сіменона всесвітньо відомим письменником, хоча саме цей роман — «Петерс Латиш» — не особливо відомий. Згодом з'явилися такі твори: «Нокс Невловимий», «Медемуазель Ікс», «Пан Ґалле переставився», «Ціна Голови». Крім цього, автор творить чимало нескладних романів, які сам він вважав комерційними («Записи машиністки» тощо).

Видавець Фейяр, якому Сіменон приніс свій перший детективний роман, на думку багатьох, мав непомильне чуття у тому сенсі, чи буде твір мати успіх чи ні. Письменник згадував потім у своїй автобіографічній книзі «Я диктую», як, прочитавши рукопис, Фейяр сказав: «А що ви, власне, тут накатали? Ваші романи не схожі на справжній детектив. Детективний роман розвивається, як партія в шахи: читач має володіти усіма даними. Нічого схожого у вас нема. Та й комісар ваш аж ніяк не досконалість — не молодий, не красень. Жертви й убивці не викликають симпатії, ні антипатії. Закінчується все сумно. Нема кохання, і весіль також нема. Цікаво, як ви маєте намір захопити усім цим публіку?» 

Свій перший роман з «циклу Меґре» Сіменон написав усього за шість днів, а інші п'ять — за місяць. Усього вийшло 75 романів та 28 оповідань, де діє знаменитий комісар кримінальної поліції. Його образ настільки був до вподоби читачам, що ще за життя письменника у місті Делфзейл, де він придумав свого героя, спорудили бронзовий пам'ятник комісару Меґре. На церемонії відкриття бурґомістр вручив Сіменону свідоцтво про народження, у якому вказано: «Жуль Меґре, місце народження — Делфзейл, дата народження — 1929 рік, батько — Жорж Сіменон, мати — не відома…»

## Сіменон в цифрах
В творах Сіменона є посилання на 1800 географічних назв на всіх континентах, ним створено 9000 персонажів:
- 103 епізоди з Меґре (75 романів і 28 оповідань);
- 117 інших романів;
- загальний обсяг — 25000 сторінок;
- повне зібрання творів становить 27 томів;
- загальний наклад його творів становить 600 мільйонів примірників;
- твори перекладено 55 мовами,
- твори видано в 44 країнах;
- створено більше 50 фільмів за його творами;
- написано також тисячі газетних статей,
- близько 1000 репортажів з усього світу.

## Псевдоніми Сіменона
- Ж. Сім (G. Sim)
- Жорж Сім (Georges Sim)
- Жак Дерсон (Jacques Dersonne)
- Жак Дорсаж (Jean Dorsage)
- Жорж. Мартен Жорж (Georges-Martin Georges)
- Жан дю Перрі (Jean du Perry)
- Гастон В'ялі (Gaston Vialis)
- Кристіан Брюль (Christian Brulls)
- Люк Дорсан (Luc Dorsan)
- Гом Гут (Gom Gut)

## Українські переклади
- Клуб «100 ключів». К.: Молодь, 1981. 336 с. — С.: 228—332.[10]
- Жовтий «Яґуар»[11]
- Меґре і старенька пані[12]
- Замах на бродягу (радіопостановка за романом «Меґре і бродяга»)[13]
- Меґре гнівається[14]

## Твори

### Повні зібрання творів та вибрані твори
- Œuvres completes. Romans et nouvelles, éd. par G. Sigaux, v. 1-40, [Lausanne — P., 1967-70];
- Œuvres completes, [Maigret, ed. par G. Sigauxl, t. I—XXV, [Lausanne-P., 1967—1970];
- Georges Simenon, Romans, édition de Jacques Dubois et Benoît Denis, 2 томи, видані в «Бібліотеці Плеяди» видавництва Ґаллімар, 1600 с. та 1760 с. (2003).
- Georges Simenon, «Pedigrée» (автобіографічні твори), третій том в «Бібліотеці Плеяди» видавництва Ґаллімар, 1700 с., (2009).

### Романи і оповідання з Меґре
| - Pietr-le-Letton (1931) - Le Charretier de la Providence (1931) - M. Gallet décédé (1931) - Le pendu de Saint-Pholien (1931) - La tête d'un homme (L'homme de la Tour Eiffel) (1931) - Le chien jaune (1932) - La Nuit du carrefour (1931) - Un crime en Hollande (1931) - Au rendez-vous des Terre-Neuvas (1931) - La Danseuse du Gai-Moulin (1931) - La guinguette à deux sous (1932) - L'Ombre chinoise (1932) - L'Affaire Saint-Fiacre (1932) - Chez les Flamands (1932) - Le Port des brumes (1932) - Le Fou de Bergerac (1932) - L'Écluse no. 1 (1933) - Maigret (1934) - Peine de mort (1936) - Liberty Bar (1937) - Une erreur de Maigret (1938) - L'Amoureux de Madame Maigret (1938) - Stan le tueur (1938) - L'Auberge aux noyés (1938) - La Péniche aux deux pendus (1938) - L'Affaire du Boulevard Beaumarchais (1938) - La Fenêtre ouverte (1938) - Monsieur Lundi (1938) - Jeumont, 51 minutes d'arrêt (1938) - Les Larmes de bougie (1938) - Rue Pigalle (roman)\|Rue Pigalle (1938) - La Vieille Dame de Bayeux (1938) - L'Étoile du Nord (1938) - Tempête sur la Manche (1938) - Mademoiselle Berthe et son amant (1938) | - L'Improbable Monsieur Owen (1938) - Ceux du Grand Café (1938) - Le Notaire du Châteauneuf (1938) - L'Homme dans la rue (1939) - Vente à la bougie (1939) - La Maison du juge (1940) - Les caves du Majestic (1942) - Cécile est morte (1942) - Menaces de mort (1942) - Signé Picpus (1944) - Félicie est là (1944) - L'Inspecteur Cadavre (1944) - La Pipe de Maigret (1945) - Maigret se fâche (1945) - Le témoignage de l'enfant de chœur (1946) - Maigret à New York (1946) - Le Client le plus obstiné du monde (1946) - Maigret et l'inspecteur malgracieux (1946) - On ne tue pas les pauvres types (1946) - Les Vacances de Maigret (1947) - Maigret et son mort (1948) - La Première Enquête de Maigret, 1913 (1948) - Mon ami Maigret (1949) - Maigret chez le coroner (1949) - L'Amie de Mme Maigret (1949) - Maigret et les petits cochons sans queue (1950) - Un Noël de Maigret (1950) - Les mémoires de Maigret (1950) - Maigret et la vieille dame (1950) - Maigret au «Picratt's» (1950) - Maigret en meublé (1951) - Maigret et la grande perche (1951) - Maigret, Lognon et les gangsters (1951) - Le Revolver de Maigret (1952) | - Maigret et l'homme du banc (1953) - Maigret a peur (1953) - Maigret se trompe (1953) - Maigret à l'école (1953) - Maigret et la jeune morte (1954) - Maigret chez le ministre (1954) - Maigret et le corps sans tête (1955) - Maigret tend un piège (1955) - Un échec de Maigret (1956) - Maigret s'amuse (1956) - Maigret voyage (1957) - Les Scrupules de Maigret (1957) - Maigret et les témoins récalcitrants (1958) - Une confidence de Maigret (1959) - Maigret aux assises (1959) - Maigret et les vieillards (1960) - Maigret et le voleur paresseux (1961) - Maigret et les braves gens (1961) - Maigret et le client du samedi (1962) - Maigret et le clochard (1962) - La Colère de Maigret (1962) - Maigret et le fantôme (1963) - Maigret se défend (1964) - La Patience de Maigret (1965) - Maigret et l'affaire Nahour (1966) - Le Voleur de Maigret (1966) - Maigret à Vichy (1967) - Maigret hésite (1968) - L'Ami d'enfance de Maigret (1968) - Maigret et le tueur (1969) - Maigret et le marchand de vin (1969) - La Folle de Maigret (1970) - Maigret et l'homme tout seul (1971) - Maigret et l'indicateur (1971) - Maigret et Monsieur Charles (1972) |